# Ammoconia reisseri
Ammoconia reisseri is een vlinder uit de familie uilen (Noctuidae). De wetenschappelijke naam is voor het eerst geldig gepubliceerd in 1984 door L. Ronkay & Varga.
De soort komt voor in Europa.